# Marguerite Weidauer-Wallenda
Marguerite Weidauer-Wallenda (Mainz (Duitse Keizerrijk), 24 juli 1882 - Bern (Zwitserland), 15 juni 1972) was een Duitse onderneemster en foorkraamster die in Zwitserland woonde.

## Biografie
Marguerite Weidauer-Wallenda was een dochter van Philipp Wallenda en van Anna Suter. Haar vader was eigenaar van een panopticon en een wassenbeeldenkabinet en haar moeder was koorddanseres. In 1908 huwde ze Heinrich Weidauer, die in 1941 zou overlijden en foorkramer was
Weidauer-Wallenda was een autoritair en excentriek figuur. In 1905 kocht ze een reizende cinema waarmee ze door Zwitserland toerde en waarin ze haar eigen stomme films vertoonde onder begeleiding van een orkest. In 1912 kreeg ze de officiële toelating om het bezoek van de Duitse keizer aan Zwitserland te filmen. In 1921 kocht ze in Berlijn een achtbaan, die de eerste achtbaan van Zwitserland zou worden en waarmee ze ook zou rondtoeren in het buitenland. Daarnaast was ze eigenares van verscheidene draaimolens. Vanaf 1952 was ze ook voorzitster van de Zwitserse vereniging van foorkramers.
Ze bracht de laatste jaren van haar leven door in een woonwagen op de terreinen van de voormalige achtbaan van Nidau. Na haar overlijden voerden haar erfgenamen een rechtszaak over haar nalatenschap die voor veel opschudding zorgde.

## Varia

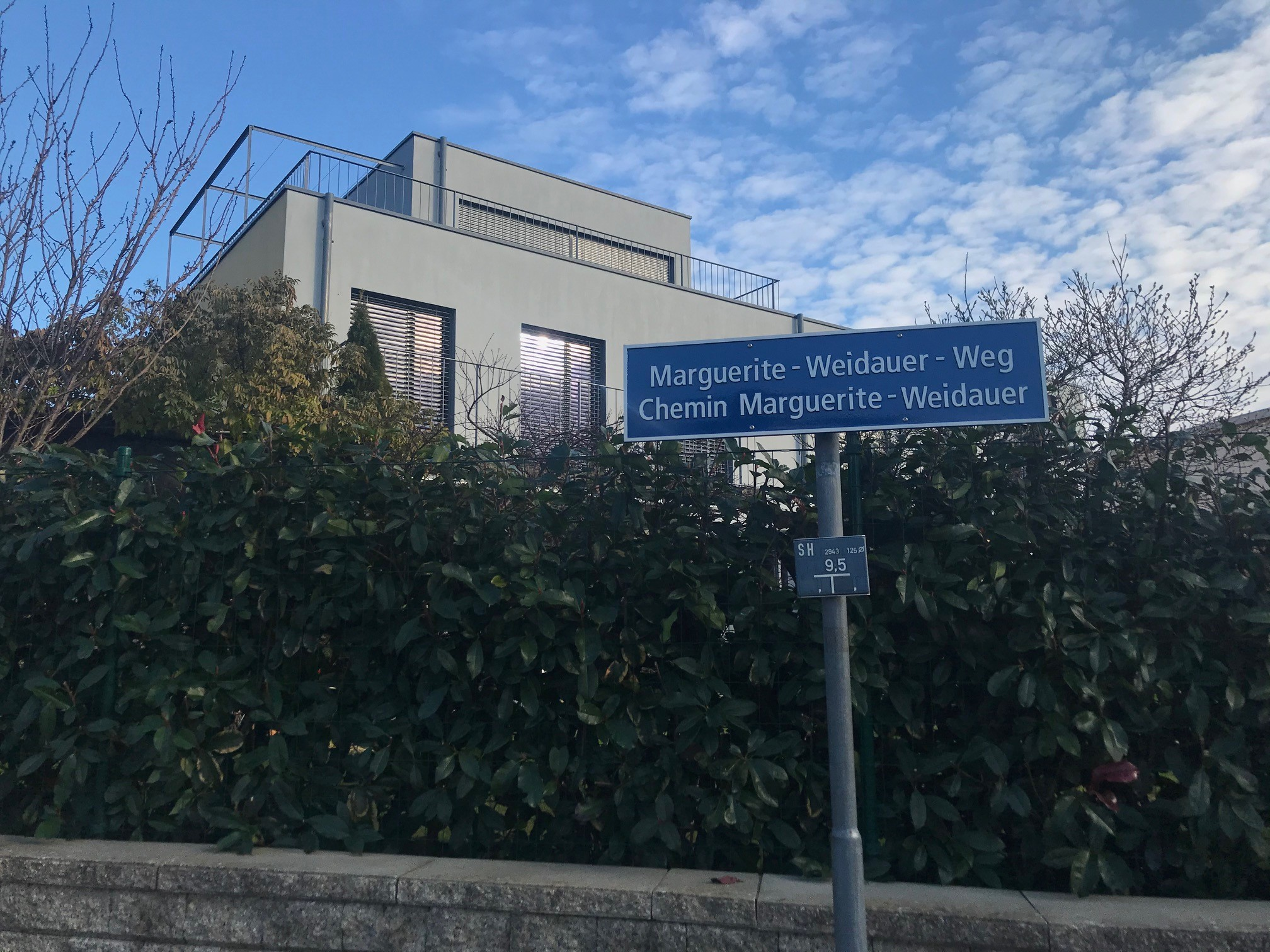
Straatnaambord van de Marguerite-Weidauer Weg/Chemin Marguerite Weidauer in Biel/Bienne.

- In de stad Biel/Bienne werd een straat naar haar vernoemd, de Marguerite-Weidauer Weg/Chemin Marguerite Weidauer.